# RTCP
RTCP (RTP Control Protocol) — протокол, що надає застосункам, що працюють за протоколом RTP, механізм реагування на зміни в мережі. Наприклад, одержавши інформацію про підвищення інтенсивності трафіка в мережі й зменшенні виділеної цьому застосунку смуги пропущення, застосунок може вжити заходів і стримати свої вимоги до смуги пропущення внаслідок деякої втрати якості. Після зниження навантаження в мережі застосунок може відновити вихідну смугу пропущення й продовжити роботу з тією якістю, що воно надавало спочатку. Під час сеансу RTP- необхідною є інформація зворотного зв’язку, оскільки дуже часто одержувачі не
можуть приймати інформацію з визначеними якісними параметрами або ж у деяких ситуаціях виникає потреба динамічно зменшити швидкість чи інші параметри передавання. Для одержання такої зворотної інформації, а також для виконання деяких функцій
керування і призначено протокол RTCP (RFC 1889). Він, як і RTP, використовує сервіс протоколу UDP і має свій номер порту.

## Основні функції протоколу RTCP
- надання інформації від одержувачів даних. Протокол RTCP багатоадресний і всі одержувачі періодично розсилають усім учасникам сеансу інформацію про якість приймання інформації, нерівномірність потоку тощо. Це дає змогу діагностувати стан передавання й ухвалювати рішення щодо зміни параметрів системи;
- одержання повнішої інформації про сеанс. Пакети протоколу RTP містять тільки ідентифікатор джерела синхронізації, Протокол RTCP доповнює протокол RTP функціями передавання текстового опису відправника, стану та структури потоків сеансу, видів та форматів даних, які передаються;
- масштабування сеансу, Без масштабування зі збільшенням кількості учасників сеансу кількість RTCP-пакетів могла б зайняти всю перепускну здатність каналів зв’язку і блокувати передавання первинної інформації. Тому важливою функцією протоколу RTCP є налагодження інтенсивності генерування пакетів залежно від кількості учасників сеансу, В цілому частка RTCP-пакетів не повинна перевищувати 5% від загального потоку сеансу.

## Типи повідомлень протоколу RTCP
RTCP виділяє кілька типів пакетів: доповідь відправника, звіт приймача, опис джерела, завершення сеансу і спеціальні прикладні повідомлення. Крім того, протокол є розширюваним і дозволяє певному додатку розширити RTCP пакет. Основним стандартом для розширення RTCP є RFC 3611.
- Sender report (SR). Доповідь відправника.

Доповідь відправника відправляється періодично за допомогою відправників конференції з метою звітування статистики про передавання ти приймання усіх RTP-пакетів, надісланих в певний проміжок часу. У доповіді відправник включає абсолютну позначку, яка відповідає кількості секунд, що пройшли з півночі 1 січня 1900. Абсолютна відмітка дозволяє
приймачу синхронізувати RTP-пакети. Це особливо важливо, коли аудіо і відео передаються одночасно, тому що потоки аудіо і відео використовують незалежні відносні тимчасові мітки.
- Receiver report (RR). Звіт приймача.

Звіт приймача призначений для пасивних учасників, тим, котрі не надсилають RTP-пакети. Звіт інформує відправника та інших одержувачів про якість сервісу.
- Source description (SDES). Опис джерела.

Ці повідомлення використовуються для надсилання імен учасникам конференції. Вони також можуть використовуватись для надання додаткової інформації (ім’я, телефонний номер, e-mail власника джерела).
- End of participation (BYE). Завершення сеансу.

Джерело надсилає BYE повідомлення для того, щоб закрити потік. Це дозволяє йому повідомити приймачів (кінцеві точки) про те, що він покидає конференцію. Хоча інші джерела можуть виявити відсутність джерела, дане повідомлення є прямим оголошення. Це також корисно для медіазмішувачів.
- Application-specific message (APP). Спеціальні прикладні повідомлення.

Повідомлення від конкретного додатка
забезпечує механізм для розробки конкретних програм розширення протоколу RTCP.